# 塞萨洛尼基音乐厅
塞萨洛尼基音乐厅（希臘語：Μέγαρο Μουσικής Θεσσαλονίκης)是希腊塞萨洛尼基的一个表演艺术中心，于2000年1月2日开幕。综合体包括两座建筑物：M1，有1400个座位的礼堂;和M2，较现代的风格，由日本建筑师矶崎新设计，, 有一些较小的表演场所。。